# 莫夫雷塔
莫夫雷塔是葡萄牙布拉干萨区的一个堂区。总面积12.5平方公里，总人口44人，人口密度3.5人/平方公里。